# Madurez (álbum)
Madurez es el quinto álbum de la banda viguesa Semen Up.
Publicado en 1989 por la discográfica Twins, fue el último que contuvo material inédito del grupo. Se trató de un mini LP de cinco canciones donde el grupo sigue con su sonido pop-rock característico y donde por primera ven incluyen una canción interpretada en gallego.

## Lista de canciones
1. Alí Babá
2. Egocéntrica
3. Madurez
4. Princ house
5. Alí Babá (en gallego)